# Hjalmar Thelen
Hjalmar [ˈjal.mar] Manfred Thelen (* 11. Dezember 1962 in Neuwied; † 8. Januar 2017 in Berlin) war ein deutscher Kunstmaler.

## Leben
Hjalmar Thelen wurde 1962 als zweites von drei Kindern der Eheleute Adolf Thelen und Adelphine Maria Magdalene Thelen, geb. Jansen, in Neuwied am Rhein geboren. 1964 zog die Familie nach Frankfurt am Main, wo er zur Schule ging und 1980 an der Herderschule (heute IGS Herder) sein Abitur ablegte.
Mit seinem künstlerischen Talent fiel er schon in jungen Jahren auf. Die Helden seiner Kindheit und Jugend waren „Asterix“, „Tim und Struppi“ und „Die Peanuts“, deren Schöpfern er nacheiferte, indem er anfing, selbst Comics zu zeichnen. Als Erwachsener schätzte er Künstler wie Tomi Ungerer und Robert Crumb. Nach dem Tod des Vaters 1978 wurde sein Kunstlehrer, der Objektkünstler Johannes J. Musolf, zu seinem Mentor.
Nach dem Abitur leistete er seinen Zivildienst, um 1983 nach West-Berlin zu gehen. Ein begonnenes Studium der Theaterwissenschaften an der Freien Universität brach er ab und nahm stattdessen privat Schauspielunterricht. Daneben wirkte er als Comedian und Conférencier in einigen Berliner Varieté- und Comedy-Formationen mit und etablierte sich in der Szene rund um Scheinbar, Chamäleon und Mehringhof-Theater. Er führte Auftragsarbeiten als Regisseur und Autor für verschiedene Komiker und Varieté-Künstler durch (u. a. Detlef Winterberg, Karl-Heinz Helmschroth und Martin Quilitz). Ende der 90er-Jahre schrieb er das Theaterstück „Tote Männer pinkeln nicht“, eine bitterböse, rabenschwarze Kriminalkomödie, die 1999 in Berlin unter seiner Regie uraufgeführt wurde und bei Publikum und Presse auf positive Resonanz stieß. Danach schloss er mit der Bühnenarbeit ab und widmete sich bis zu seinem Tod ausschließlich der Malerei.

## Malerei
Die Malerei war Thelens eigentliche Leidenschaft, der er auch zu Zeiten seiner Bühnenarbeiten nachging. Das nötige Handwerkszeug erarbeitete er sich überwiegend autodidaktisch, zudem nahm er privaten Unterricht und besuchte von 2010 bis 2011 die Kunstschule Berlin, die er ohne Abschluss verließ. Großen Einfluss auf ihn hatten Andrei Krioukov, der Leiter der Kunstschule Berlin, und vor allem Professor Wulff Sailer, bei dem er schon vor dem Besuch der Kunstschule privaten Unterricht nahm.
Als Nonkonformist stand er dem etablierten Kunstbetrieb kritisch gegenüber und lehnte eine konventionelle Karriere ab. Seinen Lebensunterhalt bestritt er mit einfachen Arbeiten in Dönerbuden, als Bäckereiverkäufer oder Putzmann. Zuletzt lebte er in einer unsanierten Hinterhauswohnung mit Kohleöfen im Berliner Wedding. Sein Lebensstil weist ihn als typischen Vertreter der Westberliner Bohème der 1980er und 90er Jahre aus.
Seine Arbeiten wurden erst nach seinem Tod der Öffentlichkeit zugänglich gemacht. Die Verwaltung und Entwicklung hat seine ältere Schwester Kirsten Thelen übernommen.

## Publikationen
- Hjalmar Thelen: Tote Männer pinkeln nicht. Eine Kriminalkomödie in fünf Szenen. Theaterverlag Mahnke, Verden/Aller 1999, Theaterverlag Mahnke, https://d-nb.info/958374856

## Ausstellungen (Auswahl)
- 2018 Nebbien’sches Gartenhaus Frankfurt
- 2019 Waas’sche Fabrik Geisenheim
- 2019 IFAGE Glaspavillon Wiesbaden
- 2021 Justizzentrum Wiesbaden
- 2023 Palazzo Albrizzi-Capello, Venedig
- 2023 Evangelische Stadtkirche Rüsselsheim
- 2024 Justizzentrum Wiesbaden
- 2024 Galerie "Kleiner Prinz" Baden-Baden
- 2025 Vitrine Galerie Mainz
- 2025 Galerie "Kleiner Prinz" Baden-Baden

## Kunstpreise
- Euro-Kunstplakette für Kunst und Kultur des Europäischen Kulturkreises und Galerie Kleiner Prinz Baden-Baden in Silber
- Euro-Kunstplakette für Kunst und Kultur des Europäischen Kulturkreises und Galerie Kleiner Prinz Baden-Baden in Gold